# Pompo, la cinefila
Pompo, la cinefila (映画大好きポンポさん?, Eiga daisuki Pompo-san) è un film d'animazione giapponese del 2021 diretto da Takayuki Hirao. È basato sull'omonima serie manga di Shogo Sugitani.

## Trama
Gene Fini, un nerd aspirante regista con terribili borse sotto gli occhi, lavora come assistente di produzione di Joelle Davidovich Pomponett, o "Pompo" da circa un anno. Pompo è il proprietario della "Peterzen Films" nella città immaginaria "Nyallywood" (parodia di Hollywood con l'onomatopea giapponese "Nyaa"). Pompo è una produttrice cinematografica coraggiosa, stravagante, maleducata e maschiaccio che, nonostante il suo talento, lavora principalmente su film di serie B scadenti. Il nuovo film di Pompo, "Marine", con protagonista la sua costante collaboratrice Mystia, conclude le riprese e chiede a Gene di modificare lo spot pubblicitario di 15 secondi, cosa che lui accetta con riluttanza. Lo fa utilizzando filmati inutilizzati, suscitando preoccupazione da parte di Pompo e del regista, ma comunque accontentandoli.
Gene incontra il nonno di Pompo, J.D Peterzen (forse una parodia di Francis Ford Coppola), un'ex leggenda dell'industria cinematografica e fondatore della Peterzen Films, ad una prima proiezione di Marine. Qui, Gene chiede a Peterzen cosa serve per essere un grande regista, e lui gli dice che può farcela da solo. Mentre Gene guarda Cinema Paradiso, Pompo rimprovera Gene per averlo apprezzato a causa del fatto che è un film più lungo. Ammette che non le piacciono i film che durano più di 90 minuti, poiché è stata costretta da suo nonno a guardare molti film troppo lunghi.
Gene entra quindi nell'ufficio di Pompo per trovare una sceneggiatura completa per un film chiamato "Meister", scritto da Pompo. Pompo gli dice di leggerlo, e descrive un film su un direttore d'orchestra esaurito, ossessionato e sconvolto, di nome Domergue, che ritrova un significato dopo aver incontrato una bambina di nome Lily nelle Alpi svizzere. Gene osserva che è un cliché, ma molto ben scritto, ma avrà anche bisogno di attori forti poiché la storia è portata avanti da soli due personaggi. Poi, una ragazza che aveva visto alle audizioni qualche giorno prima di nome Natalie Woodward entra con un taglio di capelli come richiesto da Pompo, che è stato scelto da Pompo per il ruolo di Lily, facendola impazzire.
Riavvolgiamo poi il nastro attraverso la vita di Lily, e le sue prime ambizioni come attrice, il trasferimento a Nyallywood dal profondo paese, i fallimenti e i rifiuti come attrice, facendo una varietà di lavori saltuari, alla fine facendo un'audizione per Pompo e venendo rifiutata. Tuttavia, Pompo, con il suo "senso di produttore", è stato in grado di trovare qualcosa in lei e l'ha riportata in studio, anche se ancora una volta non è impressionato dal suo curriculum. Pompo dice a Lily di essere la protetta di Mystica per due settimane, il che la aiuta lentamente a sviluppare le sue capacità di recitazione.
Una volta nel presente, Pompo rivela di aver scritto il ruolo di Lily appositamente per Nathalie, e di aver recitato al fianco di Martin Braddock (forse una parodia di Marlon Brando), il più grande attore semi-pensionato del mondo nel ruolo di Domergue. Pompo rivela anche a Gene che sarà il regista, facendolo impazzire anche lui. Per questo motivo, a una festa per la troupe del film, Gene e Natalie si rivelano a vicenda i loro dubbi sulle loro capacità rispettivamente di dirigere e recitare, ma che daranno il massimo.
Iniziano le riprese in esterni del film nelle Alpi. Gene è costretto a lavorare intorno alla sceneggiatura e alla programmazione dopo che un temporale ha colpito, permettendo loro di catturare un arcobaleno non previsto nella sceneggiatura. Gene incontra anche Alan Gardner, un suo vecchio compagno di classe del liceo, che è scontento del suo lavoro in una grande banca. Alan si scusa per averlo preso in giro per la sua ossessione per il cinema al liceo e gli dice di chiamarlo se ha bisogno di qualcosa.
Le riprese sul posto si concludono, anche le riprese sul set si concludono molto rapidamente e il film entra in fase di montaggio. Pompo assegna a Gene il ruolo di montatore, e Gene inizia a trovare difficile riuscire a portare il film a una lunghezza ragionevole con tutto il filmato. Alla fine, decide di consultare ancora una volta Peterzen, il regista con cui Pompo lavora spesso, dicendogli di pensare alla persona per cui vuole di più fare il film. Decide di rifare il montaggio dall'inizio, spingendolo oltre il programma. Questo fa arrabbiare Pompo, poiché molti sponsor finanziari si ritirano dal film. Gene implora una scena extra con la famiglia di Domergue, che lei accetta con riluttanza. La scena vede Mystia interpretare la moglie di Domergue, anche se è travestita perché non vuole rovinare la potenziale fama di Gene e Lily dal film.
Nel frattempo, la banca di Alan, che stava finanziando il film, sta per ritirare i fondi a causa del film in eccesso, prima che Alan se ne accorga e accetti di prendere il loro conto. Prepara una presentazione che coinvolge interviste al cast e alla troupe di Meister, ma non è ancora convincente per i banchieri. Così, Alan rivela di aver trasmesso pubblicamente in diretta l'incontro, provocando l'intervento di un superiore della banca che ha accettato di finanziare ulteriormente il film.
Gene inizia a macinare il montaggio, sacrificando il sonno e la sua salute per continuare il montaggio, affermando che il film non sarebbe stato suo se non fosse riuscito a finire il montaggio in tempo. Natalie accetta di accompagnarla durante questo, anche se è scioccata dalla quantità di denaro che Gene deve tagliare. Alla fine, Gene viene ricoverato in ospedale a causa della stanchezza, ma si sveglia e continua a modificare contro ogni previsione. Alla fine finisce il montaggio e lo mostra a Pompo, che per una volta è abbastanza commosso da un film da sedersi fino ai titoli di coda. Poi dice a Gene che è destinato a vincere un Nyacamedy Award (parodia degli Academy Awards).
Il film esce, ed è grande come Pompo aveva previsto. Arrivano i Nyacademy Awards e vince la migliore sceneggiatura originale per Pompo, il miglior attore per Braddock (la settima volta presumibilmente) e la migliore attrice per Nathalie, con sua grande sorpresa. Gene sta ricevendo un premio come miglior regista esordiente e, durante il suo discorso di accettazione, gli viene chiesto quale sia la sua cosa preferita di Meister. Gene risponde: "Che dura solo 90 minuti".

## Distribuzione
Inizialmente, la sua uscita nelle sale era prevista  nel 2020, per poi essere annunciato per il 19 marzo 2021. Tuttavia, il film è stato rimandato a causa della pandemia di COVID-19. Infine, è uscito il 4 giugno 2021 nelle sale giapponesi.
In Italia la pellicola è uscita direttamente in home video il 15 dicembre 2022 su etichetta Anime Factory/Plaion Pictures, seguito da un'uscita cinema-evento il 7 gennaio 2023 presso il The Space Cinema-Milano Odeon.